# Show (álbum de The Cure)

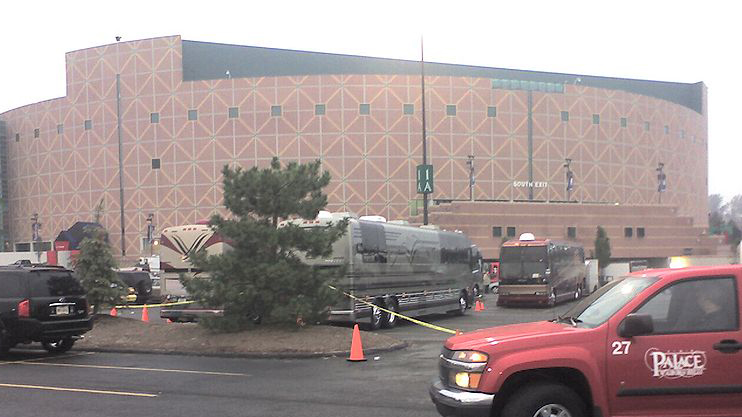
El The Palace of Auburn Hills, más conocido como The Palace, Míchigan, Detroit, Estados Unidos fue el recinto que albergó la grabación del tercer álbum en vivo de The Cure, Show, tomado durante la gira del disco Wish.

Show es el tercer álbum en vivo de la banda británica de rock alternativo, The Cure lanzado en 1993. El álbum se lanzó al mismo tiempo que Paris, álbum también grabado durante el Wish Tour, pero en conciertos europeos.
La grabación se produjo durante la manga estadounidense del Wish Tour, gira promocional del álbum Wish en 1992. Se realizó durante dos días seguidos, en los dos conciertos que tuvieron lugar en The Palace of Auburn Hills, Míchigan (Estados Unidos).
A diferencia del álbum Paris, Show contiene un mayor número de sencillos y éxitos recientes, mientras que el primero contiene más canciones de culto del grupo. Solo en territorio americano se lanzó un maxi titulado Sideshow con cinco canciones ya contenidas en el álbum en vivo.

## Recepción

### Posiciones y certificaciones
| Año  | Lista  | Posición | Certificación |
| ---- | ------ | -------- | ------------- |
| 1993 | EE. UU | 42       | —             |
| 1993 | UK     | 29       | —             |
| 1993 | AUS    | 16       | —             |
| 1993 | AUT    | 16       | —             |
| 1993 | ALE    | 37       | —             |
| 1993 | NLD    | 71       | —             |
| 1993 | NZL    | 36       | —             |
| 1993 | SUE    | 34       | —             |
| 1993 | SUI    | 37       | —             |

## Lista de canciones

### Edición en vinilo
| Lado A 1. «Tape» - 2:25 2. «Open» - 7:19 3. «High» - 3:31 4. «Pictures of You» - 7:38 5. «Lullaby» - 4:25 Lado B 1. «Just Like Heaven» - 3:37 2. «Fascination Street» - 5:01 3. «A Night Like This» - 4:46 4. «Trust» - 5:15 5. «Doing The Unstuck» - 4:20 | Lado C 1. «The Walk» - 3:32 2. «Let's Go to Bed» - 3:41 3. «Friday I'm in Love» - 3:45 4. «Inbetween Days» - 3:12 5. «From The Edge Of The Deep Green Sea» - 7:54 Lado D 1. «Never Enough» - 4:52 2. «Cut» - 5:25 3. «End» - 7:58 |

### Edición en CD
| Show CD 1 |                       |          |  |
| N.º       | Título                | Duración |  |
| 1.        | «Tape*»               | 2:25     |  |
| 2.        | «Open»                | 7:19     |  |
| 3.        | «High»                | 3:31     |  |
| 4.        | «Pictures of You»     | 7:38     |  |
| 5.        | «Lullaby»             | 4:25     |  |
| 6.        | «Just Like Heaven»    | 3:37     |  |
| 7.        | «Fascination Street*» | 5:01     |  |
| 8.        | «A Night Like This»   | 4:46     |  |
| 9.        | «Trust»               | 5:15     |  |

| Show CD 2 |                                       |          |  |
| N.º       | Título                                | Duración |  |
| 1.        | «Doing The Unstuck»                   | 4:20     |  |
| 2.        | «The Walk*»                           | 3:33     |  |
| 3.        | «Let's Go to Bed*»                    | 3:42     |  |
| 4.        | «Friday I'm in Love»                  | 3:45     |  |
| 5.        | «In Between Days»                     | 3:13     |  |
| 6.        | «From The Edge Of The Deep Green Sea» | 7:55     |  |
| 7.        | «Never Enough»                        | 4:53     |  |
| 8.        | «Cut»                                 | 5:25     |  |
| 9.        | «End»                                 | 7:29     |  |

- En las versiones australianas y americanas del álbum se omitieron las canciones señaladas (*) para editarse en un CD unitario. Dichas canciones fueron posteriormente editadas en un CD-single titulado Sideshow.

## Créditos
| The Cure - Robert Smith - Voz, guitarra eléctrica, guitarra de doce cuerdas, bajo de seis cuerdas - Simon Gallup - Bajo eléctrico - Porl Thompson - Guitarra eléctrica - Perry Bamonte - Teclado, guitarra, bajo de seis cuerdas - Boris Williams - Batería y percusión | Producción - Grabado en: The Palace, Auburn Hills, Míchigan, USA (1992) - Mezclado por: Robert Smith y Brian 'Chuck' New en The Manor Studios - Ingeniero asistente: Greig Sangster |